# ルーカスフィルム
ルーカスフィルム・リミテッド（Lucasfilm Ltd. LLC）は、映画監督のジョージ・ルーカスにより1971年にカリフォルニア州サンラファエルで設立されたアメリカ合衆国の映画・テレビ制作会社である。2012年からはウォルト・ディズニー・スタジオの子会社となり、『スター・ウォーズ』や『インディ・ジョーンズ』シリーズの制作・プロデュースや、映画の特殊撮影・視覚効果、音響、コンピューター・アニメーションの制作におけるリーダーシップで知られている。
同社の映画『スター・ウォーズ エピソード1／ファントム・メナス』（1999年）、『スター・ウォーズ／フォースの覚醒』（2015年）、『ローグ・ワン／スター・ウォーズ・ストーリー』（2016年）、『スター・ウォーズ／最後のジェダイ』（2017年）、『スター・ウォーズ／スカイウォーカーの夜明け』（2019年）は、いずれも歴代興行収入50位以内に入っており、『フォースの覚醒』は米国とカナダで最も興行収入の高い映画となった。2012年10月30日、ディズニーはルーカスフィルムを現金40億5000万ドル、株式18億5500万ドルで買収した。

## 歴史

### 映像技術
1977年公開の『スター・ウォーズ』に、それまでの映画で見られなかった特撮を取り込みたいとルーカスは考えていた。しかし、配給会社である20世紀フォックスの特撮部門は当時閉鎖していたので、プロデューサーのゲイリー・カーツと協力し、独自のチームを作ることになった。まず、ダグラス・トランブルのアシスタントだったジョン・ダイクストラを招き、彼を通じて、大学生やエンジニアなどを集めた。そのメンバーは、インダストリアル・ライト&マジック（略称：ILM）と名付けられた。『スター・ウォーズ』の公開後にチームは解散したが、1978年に新しいILMが開設された。1979年には、ニューヨーク工科大学よりエドウィン・キャットマルをヘッドハントし、コンピューター・アニメーション部門が設立された。後にCG部門は独立しピクサーとなる。
その後もILMはルーカスフィルムの映画制作を通して、CGI、デジタル合成、デジタルリムーバル、モーフィングなど、昨今の大作映画に欠かせない映像技術の研究と開発に大きく貢献した。長年、サン・ラファエルに置かれていたが、2005年にマーケティング、オンライン、ライセンシング部門と共にレターマン・デジタル・アーツセンターに移動した。

### ディズニーとの関係
ディズニーのアトラクション『キャプテンEO』の映像製作をルーカスフィルムが務めたことで、両社の繋がりが生まれた。1987年に『スター・ツアーズ』、1995年に『インディ・ジョーンズ・アドベンチャー』がディズニーパークにオープンした。
2012年10月31日、ウォルト・ディズニー・カンパニーは現金と株式40億5000万ドル相当でルーカスフィルムを買収した。ルーカス本人も会社から身を引き、後任の社長として映画プロデューサーのキャスリーン・ケネディを指名。幼い頃からディズニーのファンだったと公言しているルーカスは、「ディズニーは巨大な企業で、あらゆる能力や設備が整っている。今回の買収によりルーカスフィルムが得られる強さは大いにあるだろう」「自分が会社を去っても『スター・ウォーズ』は今後100年続く」と語っていた。
買収から6年経った2018年にはディズニー最高経営責任者のボブ・アイガーから、ルーカスフィルムの買収額は既に回収済みと発表された。

## サイト
- スカイウォーカーランチ：本社機能とスカイウォーカー・サウンドが入っている。
- ニューサイト：ランチの隣の谷にできたビル。マーチャンダイジング部門が入っている。
- レターマン・デジタル・アーツセンター：2005年にサンフランシスコ・プレシディオ内に大規模なスタジオをオープンし、ILMなどが入る。

## 部門会社
ルーカスフィルムの関連会社には、以下のものがある。
- ルーカス・デジタル
  - スカイウォーカー・サウンド - 音響のポストプロダクションを業務とする。
  - インダストリアル・ライト&マジック（ILM） - SFX・VFX製作会社。
- ルーカス・ライセンシング - 「スター・ウォーズ」などのマーチャンダイジングとライセンシングを扱う会社。
  - ルーカス・ブックス - 出版関連。
  - ルーカス・ラーニング - 教材関連。
- ルーカスフィルム・ゲームズ（旧：ルーカスアーツ）  - ゲーム会社。
- ルーカスフィルム・アニメーション - アニメ製作会社（2006年設立）。
- ルーカス・オンライン - ウェブサイト運営。
- ルーカスフィルム・ストーリー・グループ - 「スター・ウォーズ」など所有フランチャイズの企画と（劇中の歴史や用語など設定面の）管理・調整（2012年設立）。

### かつての傘下会社
- ピクサー - 1986年にスティーブ・ジョブズに売却。
- THX Ltd. - 2002年に独立。

## 主な製作作品

### スター・ウォーズ
- スター・ウォーズ Star Wars（1977）
  - スター・ウォーズ 特別篇 Star Wars: Special Edition（1997）
- スター・ウォーズ/帝国の逆襲 Star Wars - The Empire Strikes Back（1980）
  - スター・ウォーズ/帝国の逆襲 特別篇 Star Wars - The Empire Strikes Back: Special Edition（1997）
- スター・ウォーズ/ジェダイの復讐 Star Wars - Return of the Jedi（1983）
  - スター・ウォーズ/ジェダイの復讐 特別篇 Star Wars - Return of the Jedi: Special Edition（1997）
- スター・ウォーズ エピソード1/ファントム・メナス Star Wars Episode I - The Phantom Menace（1999）
- スター・ウォーズ エピソード2/クローンの攻撃 Star Wars Episode II - Attack of the Clones（2002）
- スター・ウォーズ エピソード3/シスの復讐 Star Wars Episode III - Revenge of the Sith（2005）
- スター・ウォーズ/フォースの覚醒 Star Wars: The Force Awakens（2015）
- ローグ・ワン/スター・ウォーズ・ストーリー Rogue One: A Star Wars Story（2016）
- スター・ウォーズ/最後のジェダイ Star Wars: The Last Jedi（2017）
- ハン・ソロ/スター・ウォーズ・ストーリー Solo: A Star Wars Story（2018）
- マンダロリアン The Mandalorian（2019–）
- スター・ウォーズ/スカイウォーカーの夜明け Star Wars: The Rise of Skywalker（2019）

### インディ・ジョーンズ
- レイダース/失われたアーク《聖櫃》 Raiders of the Lost Ark（1981）
- インディ・ジョーンズ/魔宮の伝説 Indiana Jones and the Temple of Doom（1984）
- インディ・ジョーンズ/最後の聖戦 Indiana Jones and the Last Crusade（1989）
- インディ・ジョーンズ/クリスタル・スカルの王国 Indiana Jones and the Kingdom of the Crystal Skull（2008）
- インディ・ジョーンズと運命のダイヤル Indiana Jones and the Dial of Destiny（2023）